# Sólon Michailídis
Pour les articles homonymes, voir Michaïlídis.
Sólon Michailídis (en grec moderne : Σόλων Μιχαηλίδης ; Nicosie, 12 novembre 1905 – Athènes, 10 septembre 1979), ou Solon Michaelides dans les pays anglophones, est un compositeur, chef d'orchestre, professeur et musicologue chypriote.

## Biographie
Sólon Michailídis apprend seul la guitare vers treize ans, instrument offert par un camarade de classe. Il fréquente le Conservatoire de Chypre, où il apprend le piano avec Isaiah Kalmanovitch, l'harmonie et enseigne en outre la guitare. Il est diplômé en 1925. Il étudie ensuite au Royaume-Uni au Trinity College of Music (1930–1931) et en France avec Nadia Boulanger pour la composition et Marcel Labey pour la direction d'orchestre et reçoit ses diplômes en 1934. 
Après ses études, il passe les deux décennies suivantes à Limassol. Il fonde le conservatoire Schola de Limasol (octobre 1934) dont il assure la direction jusqu'en 1954 et crée une chorale qui existe toujours, le Chœur Aris, avec lequel — au début des années 1950 — il présente un opéra (Didon et Enée) et un oratorio de Haydn (La Création), ainsi que des œuvres chorales. Il est professeur de musique à l'école Lanition (1941–1956). Il déménage à Thessalonique dans les années 1950 et continue à enseigner (harmonie, histoire de la musique, formes de la musique, contrepoint et composition) et est nommé à la direction du conservatoire (1957–1970).
Dans les années d'après guerre, grâce à une bourse, il donne des conférences au Royaume-Uni sur l'histoire de la musique grecque et l'Orchestre symphonique de la BBC joue ses œuvres.
Il fonde et dirige en tant que chef permanent, un orchestre symphonique, nationalisé en 1966 et toujours actif aujourd'hui, l'Orchestre symphonique de la Grèce du Nord. Il prend sa retraite en novembre 1970 et s'installe à Athènes. 
Il écrit de nombreux articles et des livres, notamment sur l'harmonie de la musique contemporaine (1945), la musique chypriote (1944), la musique grecque moderne (1945) et une Encyclopédie de la musique de l'antiquité grecque (1977). Il compose plusieurs œuvres pour chœur, orchestre et en solo comme la Suite archaïque, Eleftheria, etc. Ses archives sont déposées à Limassol, où il a passé ses années les plus créatives. 
Un musée-archive lui est dédié dans sa maison d'habitation, à côté du conservatoire municipal. Les œuvres de Michaelides ont été enregistrées par des orchestres symphoniques grecs. Un disque enregistré en concert de ses œuvres, avec des membres du chœur Aris et des chœurs Foni tis Kerynias et l'orchestre symphonique de Chypre.

## Œuvre

### Compositions
- Quatuor à cordes (1934)
- La Tombe, cantate (1936)
- Trio avec piano (1936)
- Offrande byzantine, pour cordes (1944)
- De Profundis, poème symphonique d'après Oscar Wilde (1949)
- Ulysse, opéra d'après Homère (1951 ; rév. 1972–1973) livret de l'auteur.
- Suite archaïque pour flûte, hautbois, harpe et cordes (1954)
- Assiégé libre, cantate (1955)
- Concerto pour piano (1966)
- Suite pour violoncelle et piano (1966)
- Hymne et lamentation pour Chypre, pour chœur a capella (1975)

### Écrits
- (el) La musique britannique moderne (Nicosie 1939)
- (el) La musique traditionnelle chypriote (Nicosie 1944 ; 2e éd. 1956)
- (el) La musique moderne vol. 1 (Nicosie 1945 ; 2e éd. 1952)
- (el) Harmonie de la musique contemporaine vol. 2 (Limasol 1945)
- (el) La musique néo-hellenique (1948)
- (en) The Music of Ancient Greece: an Encyclopaedia (Londres 1977)